# Kabosy
De kabosy is een rechthoekig snaarinstrument dat zijn oorsprong heeft in Madagaskar. De kabosy heeft veel overeenkomsten met de mandoline. Net als de mandoline heeft de kabosy fretten op de hals, maar de kabosy heeft slechts vier tot zes snaren. Tegenwoordig worden deze instrumenten in Madagaskar veel zelf gemaakt, waardoor het uiterlijk sterk kan verschillen. Voor snaren wordt meestal visdraad, ijzerdraad of andere materialen gebruikt wat voorhanden is.

## Oorsprong
Waarschijnlijk introduceerden Arabische handelaren die de oostkust van Madagaskar bezochten de Arabische oed; een fretloos snaarinstrument. Deze oed werd door de Merina nagemaakt en evolueerde in de loop der eeuwen tot de huidige kabosy, welke nu in heel Madagaskar populair is.

## Afbeeldingen

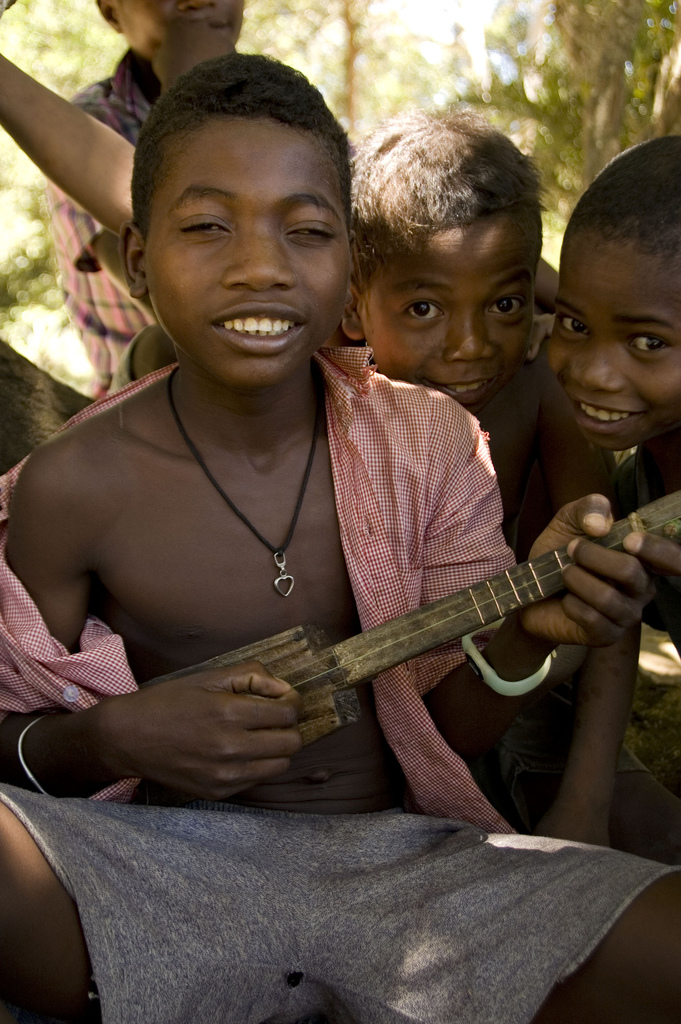
Een Antanosy-jongen bespeelt een zelfgemaakte kabosy
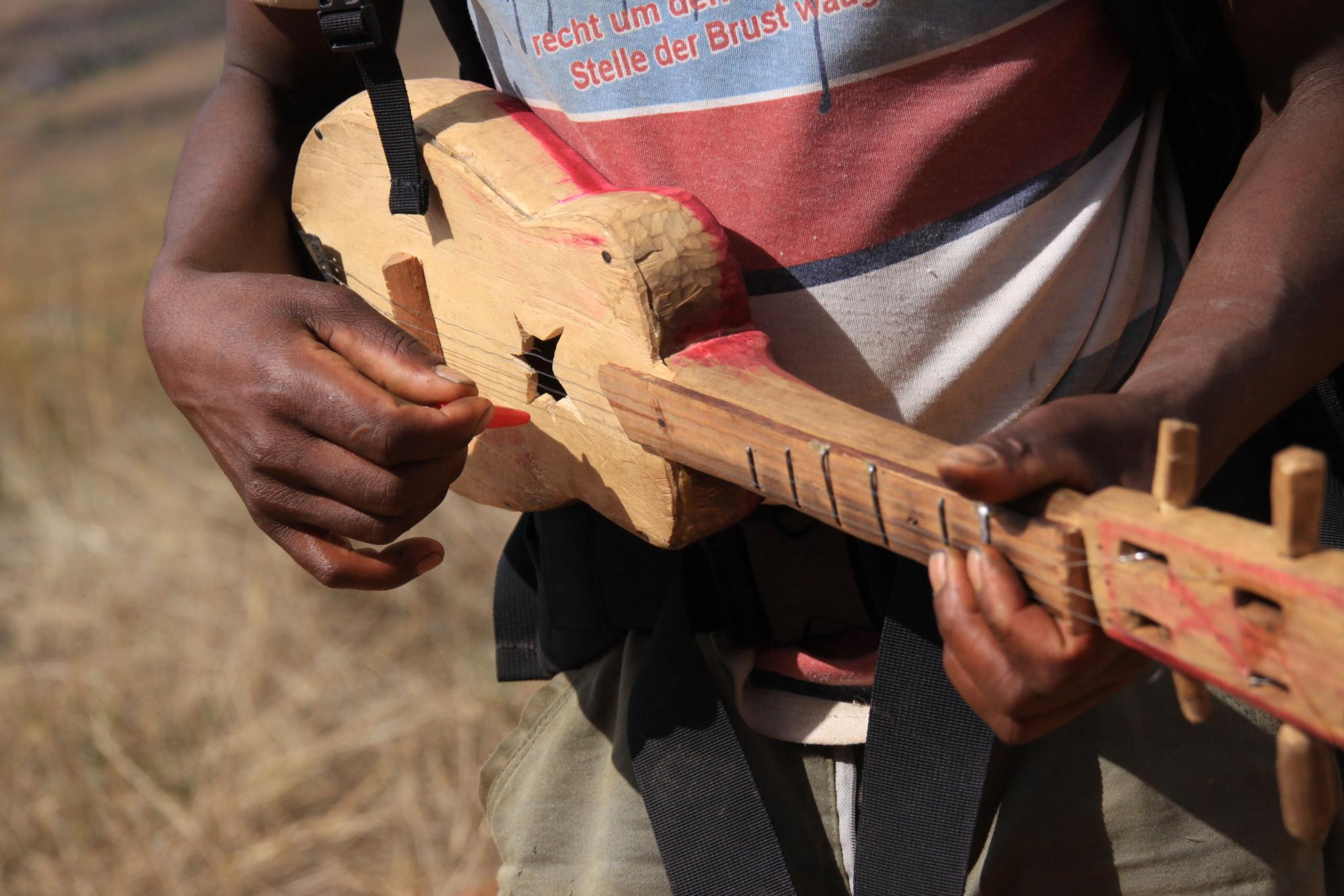
Een zelfgemaakte kabosy in de vorm van een gitaar
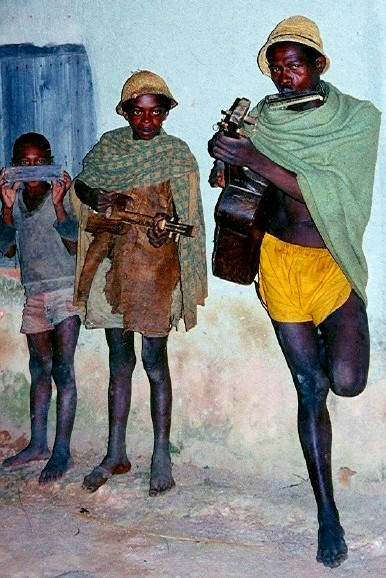
Drie Malagassische muzikanten, de middelste bespeelt een kabosy